# Tingcsou
Tingcsou (egyszerűsített kínai írással: 定州, pinjin: Dìngzhōu) alprefektúra-szintű város Kínában, Hopej tartományban. Lakosainak száma 1 095 986 fő (2020).

## Népesség
| 2010 | 1 165 182 |
| 2020 | 1 095 986 |

## Testvérvárosok
- Skrunda